# Куплеты і прыпевы
 Куплеты і прыпевы  — перший студійний альбом білоруського музиканта Лявона Вольського. У квітні 2008-го був викладений на щойностворенному сайті www.lvolski.com. У липні, разом з бонусами, був видан на CD. 

## Композиції
1. «Рабяты з бадунца»
2. «Жыдамасоны»
3. «ЖРЭА-ЖЭС»
4. «Эўравізія»
5. «Прапіска»
6. «Дэпутаты»
7. «Палітычны каментатар»
8. «Пасат-універсал»
9. «Тэрмінатар»
10. «Служы-служы, салдацік»

Бонуси: караоке-версії пісень, акорди, треш-відео на пісню «Эўравізія» (Євробачення), та словник термінів.